# Dafydd Williams
Dafydd Rhys Williams (Saskatoon, 16 mei 1954) is een voormalig Canadees ruimtevaarder. Williams zijn eerste ruimtevlucht was STS-90 met de spaceshuttle Columbia en vond plaats op 17 april 1998. Tijdens de missie werd er wetenschappelijk onderzoek gedaan in de Spacelab module.
In totaal heeft Williams twee ruimtevluchten op zijn naam staan, waaronder een missie naar het Internationaal ruimtestation ISS. Tijdens zijn missies maakte hij drie ruimtewandelingen. In 2008 verliet hij CSA en ging hij als astronaut met pensioen. 